# Battaglia di Fuzhou
La battaglia di Fuzhou, o battaglia di Foochow, nota anche come battaglia dell'Ancoraggio della Pagoda (francese: Combat naval de Fou-Tchéou, cinese: 馬江海戰T, 馬江之役T o 馬尾海戰T, letteralmente Battaglia navale di Mawei), fu il primo scontro della guerra franco-cinese, durata 16 mesi (dicembre 1883 - aprile 1885). La battaglia fu combattuta il 23 agosto 1884 al largo dell'Ancoraggio della Pagoda nel porto di Mawei, 馬尾T), 15 km a sud-est della città di Fuzhou. Durante la battaglia la Squadra dell'Estremo Oriente dell'ammiraglio Amédée Courbet praticamente distrusse la Flotta del Fujian, una delle quattro flotte regionali cinesi.

## Contesto
L'11 maggio 1884 i francesi e i cinesi conclusero l'accordo di Tientsin, il cui scopo era quello di porre fine a diversi mesi di ostilità non dichiarate tra Francia e Cina nel Tonchino. Il 23 giugno 1884 le truppe francesi che avanzavano per occupare Lạng Sơn, secondo i termini dell'accordo, si scontrarono nei pressi della cittadina di Bắc Lệ con un distaccamento dell'esercito cinese del Guangxi. I cinesi aprirono il fuoco contro i francesi che avanzavano, scatenando una battaglia durata due giorni nella quale la colonna francese subì gravi perdite. Questo scontro, ricordato con il nome di imboscata di Bắc Lệ, fu la causa scatenante della guerra franco-cinese.

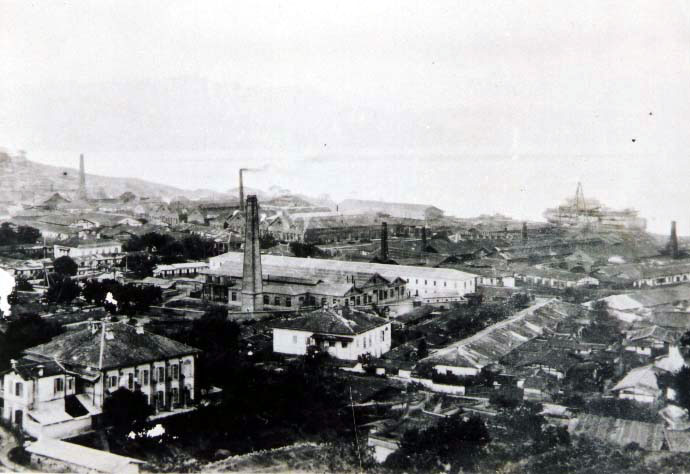
Il cantiere navale di Fuzhou, costruito sotto la direzione dell'amministratore francese Prosper Giquel

Quando la notizia dell'imboscata del Bắc Lệ giunse a Parigi, l'indignazione per quello che veniva percepito come un palese tradimento cinese spinse il governo di Jules Ferry a chiedere le scuse, un indennizzo e l'immediata applicazione dei termini dell'accordo di Tientsin. Il governo cinese accettò di negoziare, ma rifiutò di scusarsi o di pagare un'indennità. L'umore in Francia era contrario al compromesso e, sebbene i negoziati proseguissero per tutto il mese di luglio, all'ammiraglio Courbet fu ordinato di portare la sua squadra a Fuzhou.
Courbet ricevette l'ordine di prepararsi a distruggere il cantiere navale di Fuzhou (situato a Mawei, circa 15 km a valle di Fuzhou), e di attaccare la flotta cinese nel porto di Mawei. Ironia della sorte, il cantiere navale di Fuzhou rappresentava un importante investimento francese nel futuro della Cina, essendo stato costruito diversi anni prima sotto la direzione dell'amministratore francese Prosper Giquel. Durante la seconda metà di luglio e la prima metà di agosto Courbet concentrò gradualmente la sua squadra nel porto di Mawei, presso l'Ancoraggio della Pagoda, chiamato così per una vistosa pagoda cinese, la Luoxingta (羅星塔T), che si trovava su una collina sopra il porto.
I negoziati tra Francia e Cina si interruppero a metà agosto e la sera del 22 agosto 1884 Courbet fu autorizzato dal governo francese ad aprire le ostilità. Courbet informò debitamente del fatto i consoli stranieri, il governatore generale del Fujian e dello Zhejiang e i comandanti di alcune navi da guerra neutrali ormeggiate all'ancoraggio della Pagoda (le cannoniere britanniche Vigilant, Champion e Sapphire e la corvetta americana Enterprise).

## Ordine di battaglia

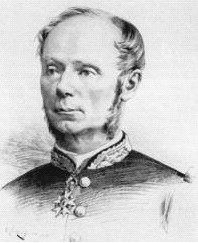
Ammiraglio Anatole-Amédée-Prosper Courbet (1827-1885)

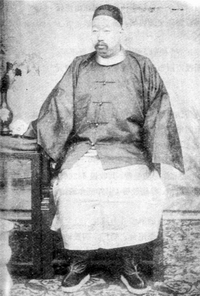
Zhang Peilun (1843–1903), il comandante cinese a Fuzhou

La mattina del 23 agosto 1884 solo una parte della Squadra dell'Estremo Oriente era presente al largo dell'Ancoraggio della Pagoda. In particolare, nessuna delle quattro corazzate della squadra era immediatamente disponibile. La corazzata Bayard, nave ammiraglia di Courbet, si trovava presso le isole di Matsu, a guardia di una vitale stazione telegrafica. La Atalante stava dando la caccia alle navi pirata nel golfo del Tonchino. Courbet aveva richiamato le corazzate Triomphante da Shanghai e La Galissonnière da Keelung perché si unissero a lui al largo di Fuzhou, ma La Galissonnière era stata trattenuta a Keelung dal maltempo e la Triomphante, anche se si stava avvicinando al fiume Min, non era certa di poter superare lo sbarramento al suo ingresso.
Courbet aveva sotto il suo immediato comando gli incrociatori di prima classe Duguay-Trouin, Villars e d'Estaing, l'incrociatore di terza classe Volta (che scelse come nave ammiraglia durante lo scontro), le cannoniere Lynx, Aspic e Vipère e le torpediniere n. 45 e n. 46. L'incrociatore di seconda classe Châteaurenault e la nave da trasporto truppe Saône erano stati lasciati al passo di Jinpai, all'imbocco del fiume Min, per impedire che i cinesi stendessero uno sbarramento per impedire la fuga della squadra.
La Flotta del Fujian era composta dalla corvetta in legno Yangwu (la nave ammiraglia), dai piroscafi Yongbao, Chenhang, Fupo, Feiyun e Ji'an, dalle cannoniere in legno Zhenwei e Fuxing, dalle cannoniere "Rendel" Fusheng e Jiansheng e dal piroscafo a pale Yixin. Dodici grandi giunche si trovavano nelle vicinanze, ma non presero parte alla battaglia. La squadra francese aveva una stazza di 14500 tonnellate e 1780 uomini, mentre le undici navi da guerra della flotta cinese avevano una stazza di 8000 tonnellate e 1040 uomini. La squadra francese era molto meglio guidata e meglio armata della flotta cinese. Solo poche navi cinesi erano in grado di opporre una seria resistenza all'attacco di Courbet. La difesa cinese era sotto il comando del commissario imperiale Zhang Peilun (張佩綸T), uno dei principali membri del "partito della guerra" cinese.
| Nome               | Tipo                                | Specifiche | Costruzione          | Capitano                                    |
| ------------------ | ----------------------------------- | ---------- | -------------------- | ------------------------------------------- |
| Triomphante        | corazzata                           | 4585 t     | 1879, Rochefort      | capitano di vascello Baux                   |
| La Galissonnière   | corazzata                           | 4645 t     | 1874, Brest          | capitano di vascello Fleuriais              |
| Duguay-Trouin      | incrociatore corazzato di 1ª classe | 3479 t     | 1879, Cherbourg      | capitano di vascello Desnouy                |
| Villars            | incrociatore corazzato di 1ª classe | 2363 t     | 1881, Cherbourg      | capitano di vascello Vivielle               |
| d'Estaing          | incrociatore corazzato di 1ª classe | 2363 t     | 1881, Brest          | capitano di vascello Coulombeaud            |
| Châteaurenault     | incrociatore corazzato di 2ª classe | 1820 t     | 1869, Normand        | capitano di fregata Le Pontois              |
| Volta              | incrociatore corazzato di 3ª classe | 1323 t     | 1869, Cherbourg      | capitano di fregata Gigon                   |
| Saône              | nave da trasporto                   | 1575 t     | 1880, Toulon         | capitano di fregata Monin                   |
| Lynx               | cannoniera                          | 465 t      | anni 1870, Cherbourg | tenente di vascello Bonaire                 |
| Aspic              | cannoniera                          | 465 t      | anni 1870, Rochefort | tenente di vascello de Fauque de Jonquières |
| Vipère             | cannoniera                          | 465 t      | anni 1870, Rochefort | tenente di vascello Picard Destelan         |
| Torpediniera n. 45 | torpediniera                        | 30,58 t    | ca. 1879, Le Havre   | tenente di vascello Latour                  |
| Torpediniera n. 46 | torpediniera                        | 30,58 t    | ca. 1879, Le Havre   | tenente di vascello Douzans                 |

| Nome (pinyin, Wade Giles)      | Tipo                   | Specifiche                                         | Costruzione                     | Capitano      |
| ------------------------------ | ---------------------- | -------------------------------------------------- | ------------------------------- | ------------- |
| 揚武T (Yangwu, Yang wu)        | corvetta in legno      | 1393 t, 15 nodi, 13 cannoni inglesi ad avancarica  | 1872, Cantiere navale di Fuzhou | Chang Ch'eng  |
| 永保T (Yongbao, Yung-pao)      | avviso-trasporto       | 1391 t, 3 cannoni                                  | 1873, Cantiere navale di Fuzhou | (in porto)    |
| 琛航T (Chenhang, Ch'en-hang)   | avviso-trasporto       | 1391 t, 3 cannoni                                  | 1874, Cantiere navale di Fuzhou | (in porto)    |
| 伏波T (Fupo, Fu-p'o)           | avviso-trasporto       | 1258 t, 5 cannoni                                  | 1870, Cantiere navale di Fuzhou | Lü Wen-ying   |
| 飛雲T (Feiyun, Fei-yun)        | avviso-trasporto       | 1258 t, 13 nodi, 5 cannoni prussiani a retrocarica | 1872, Cantiere navale di Fuzhou | Kao Teng-yün  |
| 濟安T (Ji'an, Chi-an)          | avviso-trasporto       | 1258 t, 12 nodi, 5 cannoni                         | 1873, Cantiere navale di Fuzhou | ?             |
| 振威T (Zhenwei, Chen-wei)      | cannoniera in legno    | 572,5 t, 10 nodi, 6 cannoni                        | 1872, Cantiere navale di Fuzhou | Hsü Shou-shen |
| 福星T (Fuxing, Fu-hsing)       | cannoniera in legno    | 515 t, 3 cannoni                                   | 1870, Cantiere navale di Fuzhou | Ch'en Ying    |
| 福勝T (Fusheng, Fu-sheng)      | cannoniera "Rendel"    | 280 t                                              | 1875, Laird, Birkenhead         | Yeh Chen      |
| 建勝T (Jiansheng, Chien-sheng) | cannoniera "Rendel"    | 250 tons                                           | 1875, Laird, Birkenhead         | Lin Sen-lin   |
| 藝新T (Yixin,I-hsin)           | pattugliatore fluviale | dati non disponibili                               | 1876, Cantiere navale di Fuzhou | Lin Tse-yu    |

## Schieramento delle flotte

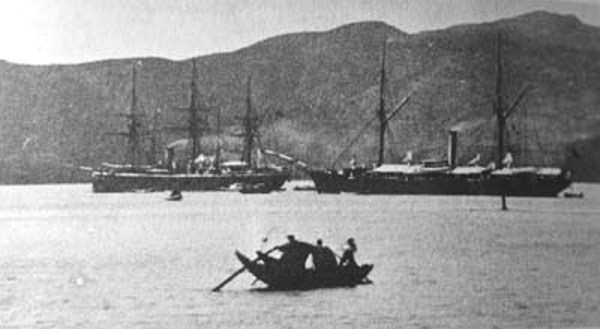
La nave ammiraglia cinese Yangwu e la cannoniera Fuxing all'ancora al largo del cantiere navale di Fuzhou alla vigilia della battaglia

La flotta cinese fu schierata in un gruppo settentrionale di otto navi e in un gruppo meridionale di tre navi, con la squadra francese nel mezzo. La corvetta in legno Yangwu, la cannoniera in legno Fuxing, il trasporto armato Fupo, le cannoniere "Rendel" Jiansheng e Fusheng e il piccolo piroscafo a pale Yixin erano schierati sulla curva nord-ovest del fiume, tra le navi francesi e il cantiere navale di Fuzhou. Un po' più indietro si trovavano i trasporti non armati Yongbao e Chenhang, ancorati proprio al largo del cantiere navale. Il ruolo di questo gruppo di navi a nord era ovviamente quello di impedire ai francesi di attaccare il cantiere navale. Nel frattempo, i trasporti armati Ji'an e Feiyun e la cannoniera in legno Zhenwei si trovavano a valle della squadra francese, pericolosamente isolati sulla sponda sud-occidentale del fiume, di fronte all'edificio della dogana. Il loro compito sembra fosse quello di proteggere l'edificio della dogana e di bloccare l'uscita di Courbet dal fiume Min.
Il piano di Courbet prevedeva l'impiego di una potenza di fuoco schiacciante contro la flotta cinese. Aveva notato che le navi cinesi oscillavano con la marea e decise di attaccare poco prima dell'alta marea, alle 14:00 del pomeriggio successivo, sabato 23 agosto 1884, quando, con un po' di fortuna, le navi cinesi si sarebbero allontanate dalle navi francesi e avrebbero presentato le loro poppe, vulnerabili, agli attaccanti. Questa tempistica era importante anche per un altro motivo: se il Triomphante fosse riuscito a risalire il fiume Min, sarebbe stato proprio in quel momento che avrebbe fatto la sua comparsa.
Supponendo che la flotta cinese non cambiasse posizione, gli ordini di Courbet prevedevano che le navi francesi si trovassero ai posti di combattimento alle 13:45 e che entrassero in azione, al suo segnale, intorno alle 14:00. La battaglia sarebbe iniziata con un attacco delle torpediniere n. 45 e n. 46 contro lo Yangwu e il Fupo, attacco sostenuto dal fuoco dei cannoni e dei fucili del Volta. Il Volta si sarebbe poi concentrato sulla distruzione di una linea di giunche da guerra e di navi da guerra che si trovava a ovest dell'isola di Losing. Una volta sgombrata la strada dall'attacco delle torpediniere, le cannoniere Aspic, Vipère e Lynx avrebbero risalito il fiume verso il cantiere navale e affrontato le navi del gruppo settentrionale cinese. Quattro lance a vapore, al comando del tenente di vascello e futuro ammiraglio Augustin Boué de Lapeyrère, furono incaricati di proteggere la Volta e le tre cannoniere francesi dall'attacco delle navi cinesi. A est, il Duguay-Trouin, il Villars e il d'Estaing dovevano metter fuori gioco le tre navi del gruppo meridionale cinese, impegnare sul fianco le giunche da guerra e impegnare una batteria di tre cannoni Krupp vicino alla pagoda e altre tre batterie di cannoni Krupp che proteggevano l'arsenale. I loro lanci sarebbero stati dispiegati per fornire protezione contro gli attacchi delle torpediniere cinesi.

## La battaglia di Fuzhou

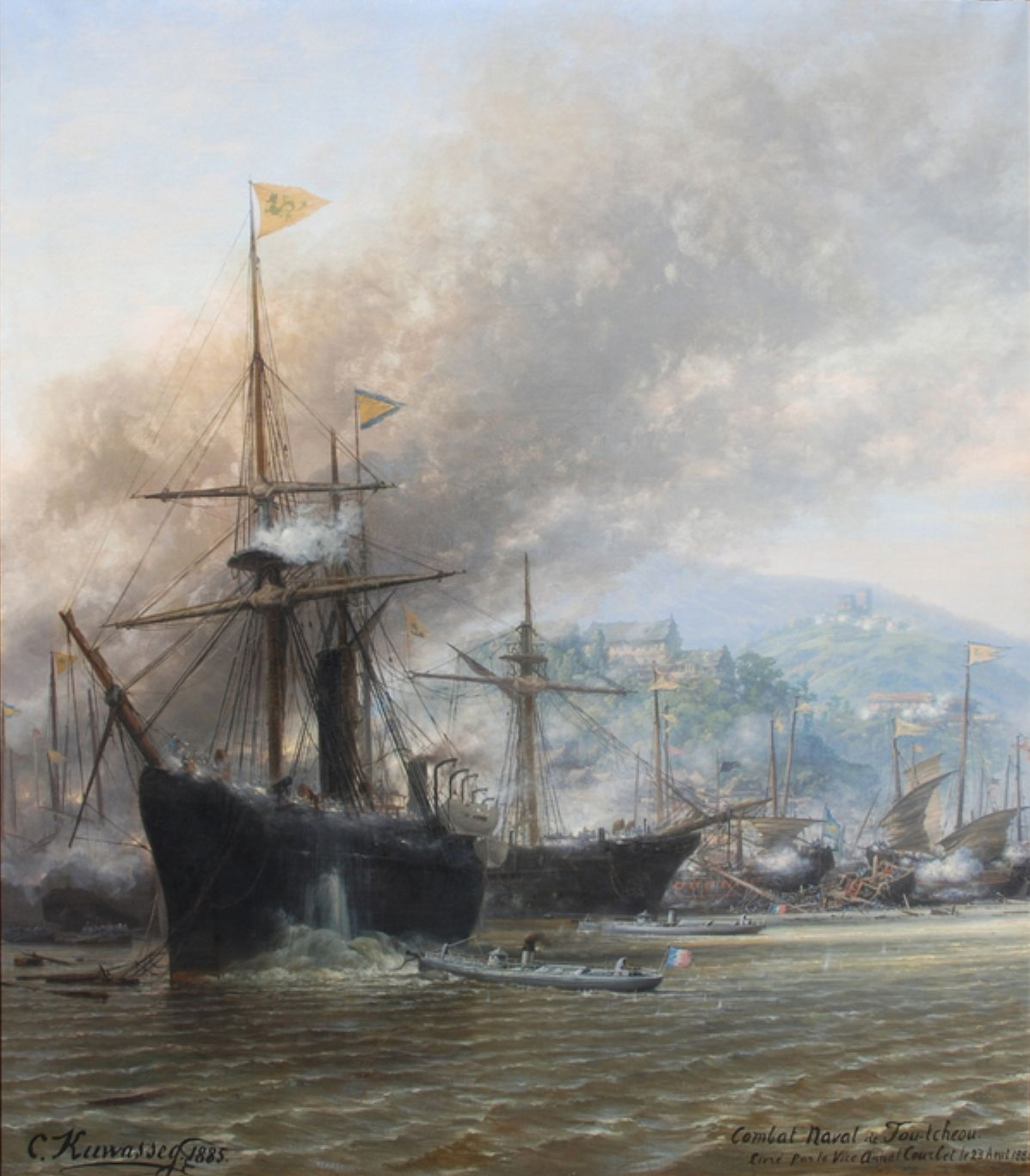
La nave ammiraglia cinese Yangwu e il trasporto armato Fupo attaccati dalle torpediniere francesi n. 46 e n. 45. Combat naval de Fou-Tchéou ("La battaglia navale di Fuzhou"), di Charles Kuwasseg, 1885

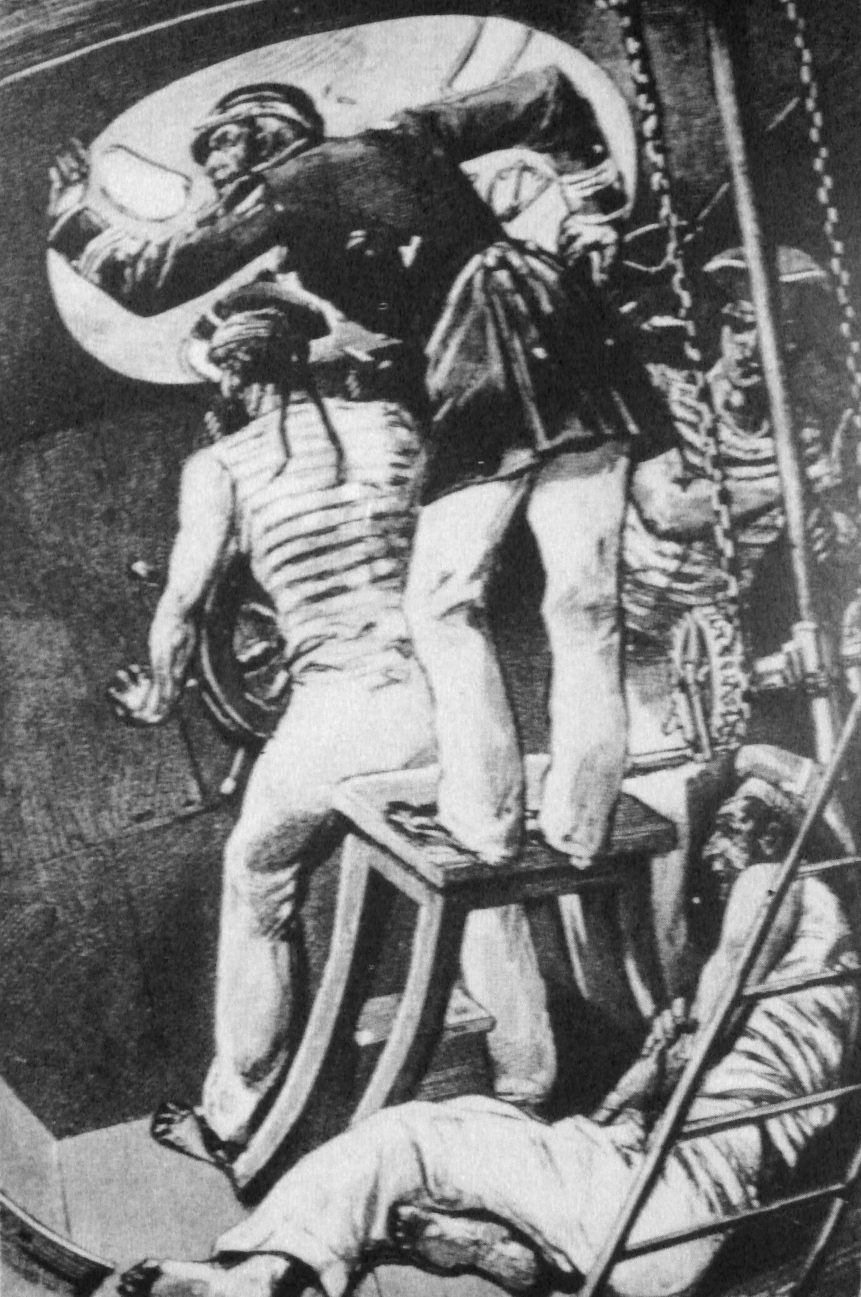
Il tenente di vascello Latour, sulla torpediniera n. 45, mentre attacca la nave da trasporto cinese Fupo

La mattina di sabato 23 agosto 1884, anche se i comandanti cinesi sapevano che i francesi avrebbero sferrato il loro attacco intorno alle 14:00, i marinai di entrambe le flotte si dedicarono alle loro normali attività. Le navi della Flotta del Fujian non fecero alcun tentativo di riorganizzarsi o di anticipare l'attacco francese aprendo il fuoco per prime. Gli equipaggi francesi si misero ai loro posti di combattimento alle 13:30, dopo aver consumato il pasto di mezzogiorno. I cinesi non reagirono a questa evidente minaccia e alle 13:45 il turbinio di attività a bordo delle navi francesi si placò. Per i dieci minuti successivi la tensione a bordo delle navi francesi crebbe. Alle 13:55 una scialuppa cinese avanzò verso la squadra francese. Courbet ordinò immediatamente di iniziare l'attacco, con cinque minuti di anticipo rispetto a quanto previsto.
All'inizio della battaglia, la nave ammiraglia cinese Yangwu fu attaccata con successo con una torpedine a pertica dalla torpediniera n. 46 (tenente di vascello Douzans) e fatta arenare. La torpediniera francese subì danni alla caldaia durante l'attacco. L'avviso-trasporto Fupo fu attaccato con meno successo dalla torpediniera n. 45 (tenente di vascello Latour), messa fuori combattimento dai siluri del Volta e infine arrembata dai marinai di Boué de Lapeyrère. Già incendiata dai bombardamenti francesi, la nave fu abbandonata dall'equipaggio francese e affondò nel mezzo del fiume Min.
Esauriti i loro siluri, le due torpediniere francesi, dopo aver sferrato l'attacco, si diressero a valle verso l'ancoraggio delle navi neutrali, al largo dell'isola Losing. Il tenente Latour era stato gravemente ferito all'occhio durante l'attacco, ma rifiutò l'offerta di assistenza medica da parte degli ufficiali americani dell'Enterprise, spiegando che non poteva lasciare il suo posto mentre la battaglia era ancora in corso.

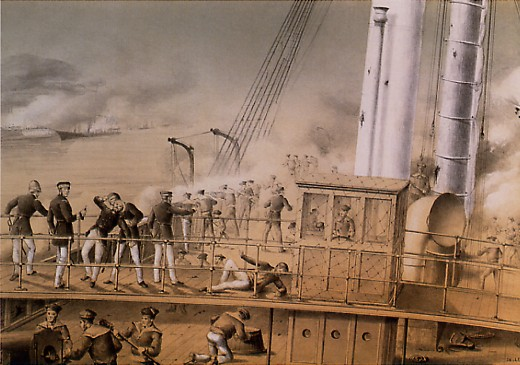
L'ammiraglio Courbet sul ponte del Volta durante la battaglia

Nel frattempo, gli incrociatori francesi e la corazzata Triomphante, che si era unita alla squadra francese solo pochi minuti prima dell'inizio della battaglia, sconfiggevano rapidamente il resto della flotta cinese. Il Chenhang, il Yongbao, il Feiyun, il Ji'an, il Fusheng e il Jiansheng furono affondati o incendiati dal fuoco degli incrociatori Duguay-Trouin, Villars e d'Estaing. Solo il Fupo e il Yixin sopravvissero alla battaglia senza gravi danni, fuggendo lungo il fiume prima che le cannoniere Lynx, Aspic e Vipère avessero la possibilità di impegnarle. Lo Zhenwei fu fatto saltare in aria da una singola granata lanciata dalla Triomphante.
Prima di essere messe fuori combattimento, le navi cinesi, in inferiorità numerica, concentrarono il fuoco sull'ammiraglia francese Volta, sperando di uccidere Courbet e i suoi ufficiali. Alcuni marinai a bordo dell'incrociatore francese furono uccisi o rimasero feriti e, poco dopo l'inizio della battaglia, un proiettile attraversò il gruppo di comando di Courbet sul ponte dell'ammiraglia, uccidendo il pilota britannico Thomas e mancando di poco il capitano di fregata Gigon, comandante del Volta. Pochi minuti dopo, le schegge di una granata cinese esplosa ferirono il tenente di vascello Ravel, aiutante di campo di Courbet.
I combattimenti terminarono alle 17:00, ma durante la notte del 23 agosto 1884 i cinesi effettuarono con brulotti una serie di attacchi infruttuosi contro le navi da guerra francesi, obbligando alcune di esse a spostare i loro ancoraggi per eluderli.

## Bombardamento del cantiere navale di Fuzhou

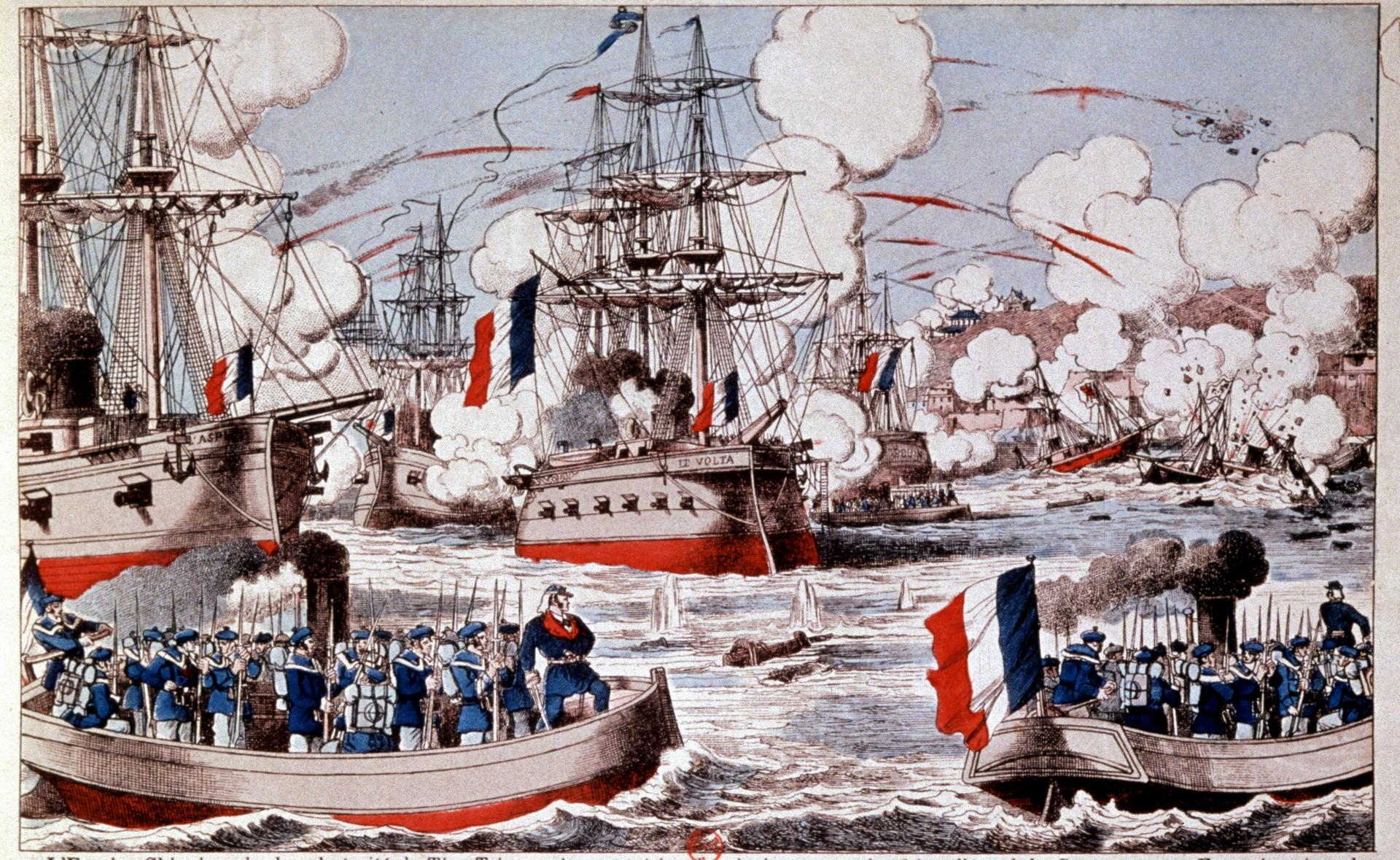
Bombardamento del cantiere navale di Fuzhou,

La mattina del 24 agosto 1884 Courbet diede ordine alle compagnie da sbarco delle sue navi di scendere a terra con gli ingegneri navali per distruggere il cantiere navale di Fuzhou. Vennero fatti i preparativi per lo sbarco, ma Courbet cambiò idea dopo aver osservato che il cantiere navale era difeso da gruppi organizzati di fanteria cinese. L'attacco fu annullato quando i marinai francesi già stavano per salire sulle loro lance.
I francesi, invece, decisero di bombardare il cantiere navale, danneggiando alcuni edifici annessi e incendiando lo sloop Henghai (橫海T, Heng-haiW), ancora in costruzione e in attraccato. Furono inflitti alcuni danni, ma senza il supporto dei cannoni pesanti del Triomphante e del Duguay-Trouin o di quelli leggermente più leggeri degli incrociatori Villars e d'Estaing, che pescavano troppa acqua per entrare nei bassi fondali al largo del cantiere navale se non con l'alta marea, Courbet non fu in grado di distruggere completamente il cantiere. Egli stesso ammise nel suo rapporto ufficiale che il danno arrecato "non era così grande come avevo sperato".
La squadra francese rimase al largo di Fuzhou durante la notte del 24 agosto 1884. Ancora una volta i cinesi tentarono un attacco notturno. Alle 4:00 del mattino due torpediniere cinesi tentarono di attaccare la cannoniera Vipère, ancorata alla testa della linea francese. Entrambe le lance furono illuminate dai proiettori delle navi francesi e colpite dal fuoco del "cabnnone-revolver" Hotchkiss della Duguay-Trouin. Una lancia fu affondata all'istante, mentre l'equipaggio dell'altra abbandonò la nave e nuotò verso la riva.

## Discesa del fiume Min

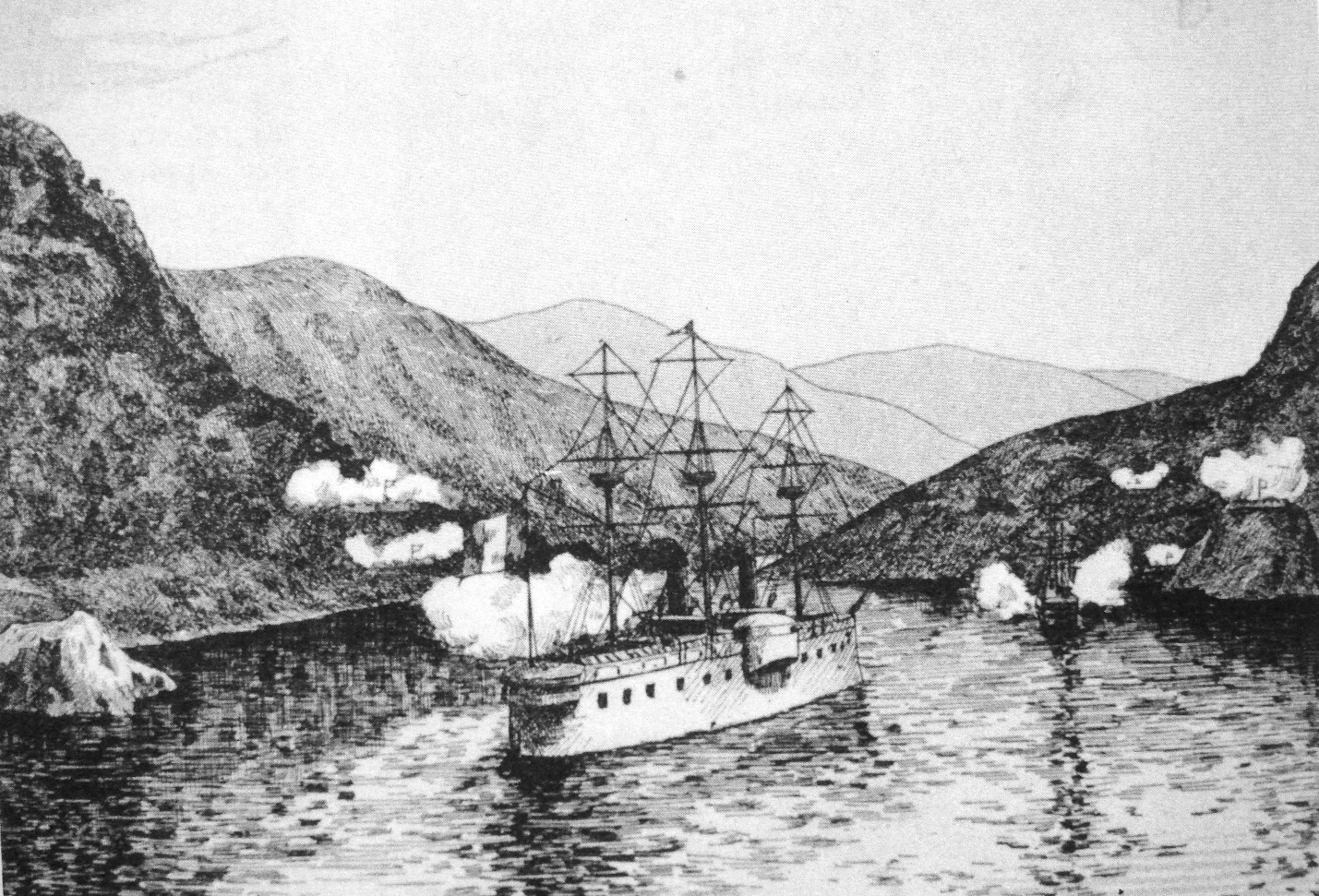
L'incrociatore francese Duguay-Trouin si fa strada nel passo di Min'an, seguito dalla corazzata Triomphante

Il 25 agosto 1884, dopo aver ricevuto le congratulazioni dei capitani delle navi da guerra neutrali per la professionalità dimostrata dalla squadra francese durante l'azione del 23 agosto 1884, Courbet iniziò ridiscendere con le sue navi il corso del fiume Min. Le due navi più pesanti della squadra, il Triomphante e il Duguay-Trouin, aprivano la strada.
Il 25 e il 26 agosto 1884 i francesi bombardarono le batterie Tianluowan (田螺灣T) e Min'an (閩安T), due batterie costiere cinesi che sorvegliavano l'avvicinamento a Fuzhou attraverso lo stretto passo di Min'an. Le batterie cinesi, costruite per sparare solo sulle navi nemiche in avvicinamento dalla foce del fiume, furono prese alle spalle e distrutte dal Duguay-Trouin e dal Triomphante.
Il 27 e il 28 agosto 1884 la squadra francese bombardò e distrusse le difese cinesi al passo Jinpai, vicino all'ingresso del fiume Min. Le batterie di Jinpai (金牌T) e di Changmen (長門T), note ai francesi come "Forte Kimpai" e "Forte Bianco" (Fort Blanc), furono messe fuori combattimento e i francesi inflissero pesanti perdite a diverse batterie campali e formazioni di fanteria cinesi. Tuttavia, prima che i suoi cannoni venissero distrutti, il "Forte Bianco" fu in grado di infliggere danni moderati alla nave da guerra francese La Galissonnière, che proveniva da Keelung per unirsi alla squadra di Courbet e aveva tentato senza successo di farsi strada nel fiume Min. Il 27 agosto 1884 la fanteria cinese al passo di Jinpai uccise e ferì anche alcuni marinai francesi che si trovavano a bordo della cannoniera Vipère .

## Perdite

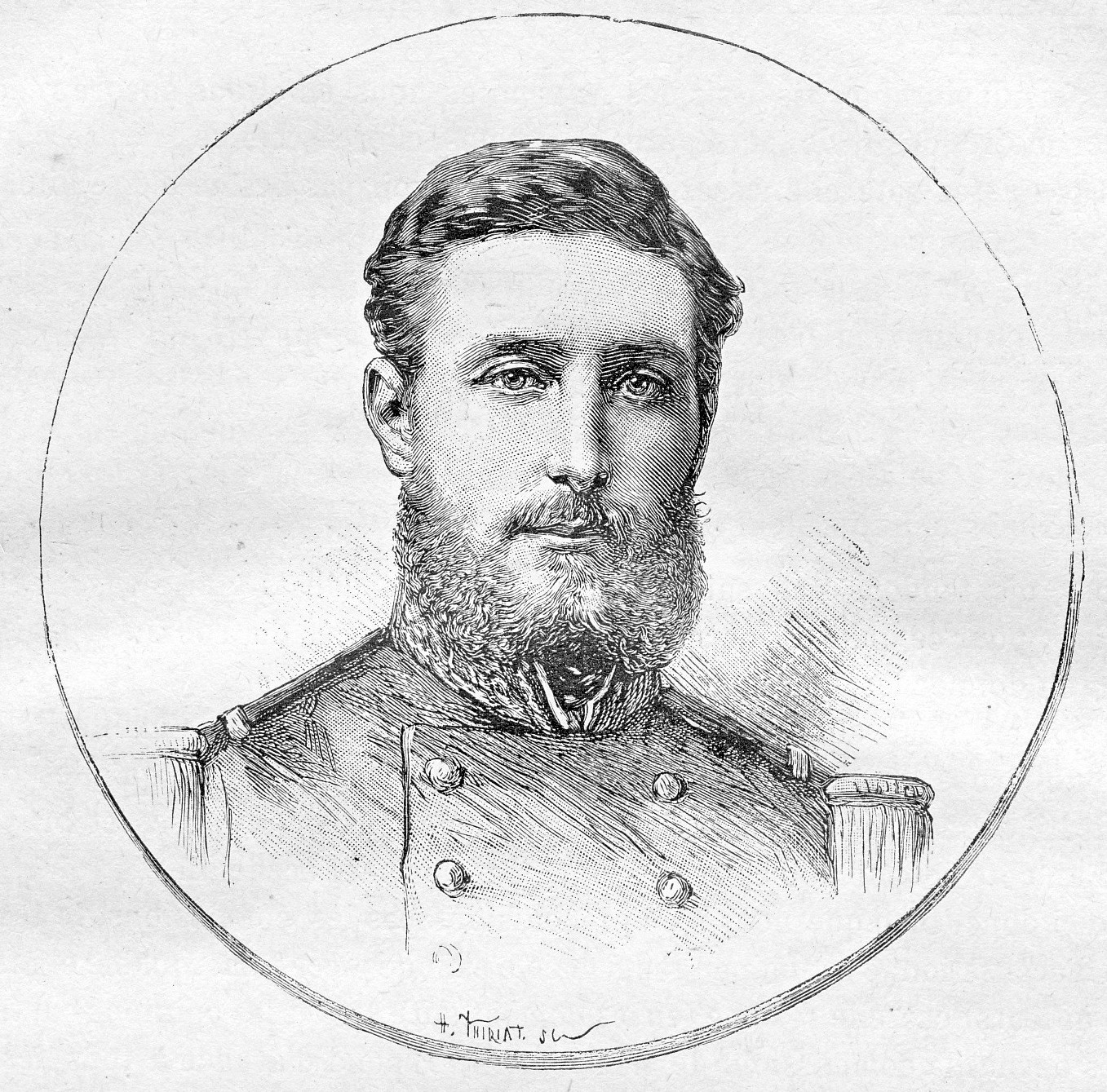
Il tenente di vascello Bouët-Willaumez, del Vipère, ucciso il durante la discesa del fiume Min

Le perdite della squadra francese nel corso delle operazioni sia a Fuzhou sia sul fiume Min furono relativamente leggere: 10 morti e 48 feriti. La maggior parte di queste perdite non furono inflitte dai colpi di cannone durante lo scontro navale del 23 agosto 1884, ma dal fuoco dei cecchini della fanteria cinese durante la discesa della squadra lungo il fiume Min. Tra i morti francesi ci fu il tenente di vascello Bouët-Willaumez, comandante in seconda della cannoniera Vipère e figlio del noto ammiraglio francese Louis-Édouard Bouët-Willaumez (1809-1871): fu ucciso sul ponte del Vipère durante uno scambio di fuoco con i difensori di "Forte Kimpai" il 27 agosto 1884. Ad eccezione del La Galissonnière e della torpediniera n. 46, nessuna delle navi di Courbet subì gravi danni.

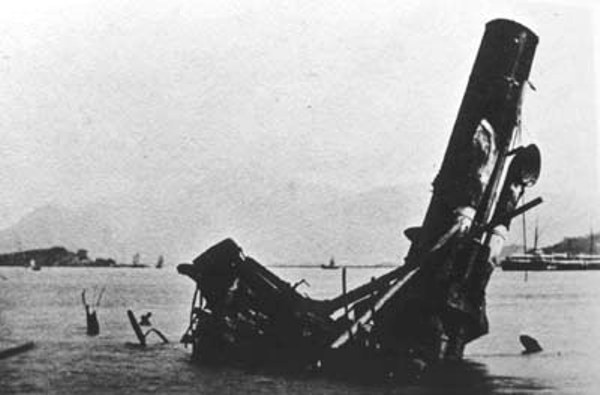
Il relitto della nave ammiraglia cinese Yangwu

I cinesi persero nove delle undici navi della Flotta del Fujian. Alcune delle navi cinesi naufragarono dove erano state colpite, affondando al largo dell'Ancoraggio di Pagoda e del cantiere navale di Fuzhou. Altre andarono alla deriva e si arenarono o affondarono tra l'isola di Losing e il passo di Min'an. Gli ufficiali francesi a bordo del Châteaurenault, ancorata vicino all'ingresso del fiume Min, videro la sera del 23 agosto 1884 tre navi da guerra cinesi alla deriva, abbandonate dai loro equipaggi e con le fiamme da prua a poppa. Una delle navi cinesi esplose davanti ai loro occhi.

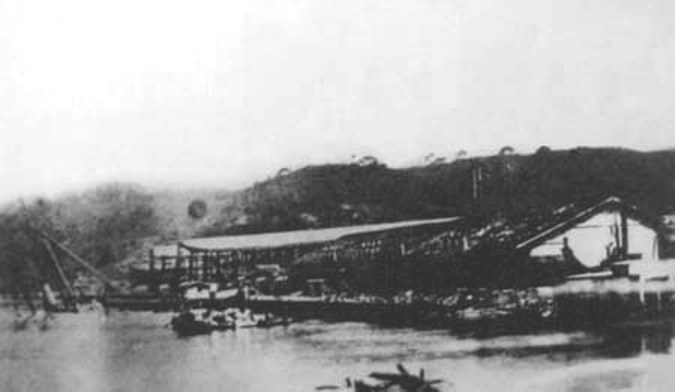
Il trasporto cinese Yongbao, affondato al largo del cantiere navale di Fuzhou

Courbet stimò le perdite cinesi tra i 2000 e i 3000 morti. Le tavole commemorative di un santuario eretto poco dopo la guerra presso l'Ancoraggio della Pagoda per onorare i morti cinesi elencano i nomi di 831 marinai e soldati uccisi il 23 agosto 1884, ma questo elenco non include le centinaia di soldati cinesi uccisi dai francesi durante la discesa del fiume Min.
Il commissario imperiale cinese Zhang Peilun, che non fece alcun serio tentativo di coordinare la resistenza della Flotta del Fujian, fu degradato dopo la battaglia e sostituito dal generale veterano Zuo Zongtang (左宗棠T). Anche He Jing (何璟T), governatore generale del Fujian e dello Zhejiang, Zhang Zhaotong (張兆棟T), governatore del Fujian, e He Ruzhang (何如璋T), direttore generale del cantiere navale di Fuzhou, furono degradati. Il Generale manciù di Fuzhou, Mutušan (穆圖善T), che aveva diretto con abilità ed energia la difesa del passo di Jinpai il 27 e il 28 agosto 1884, mantenne il suo incarico.
L'ufficiale navale cantonese Zhang Cheng (張成T), diplomato al collegio navale di Fuzhou e capitano della nave ammiraglia cinese Yangwu, abbandonò la nave non appena iniziò la battaglia e fu poi decapitato per codardia.

## I motivi della vittoria francese

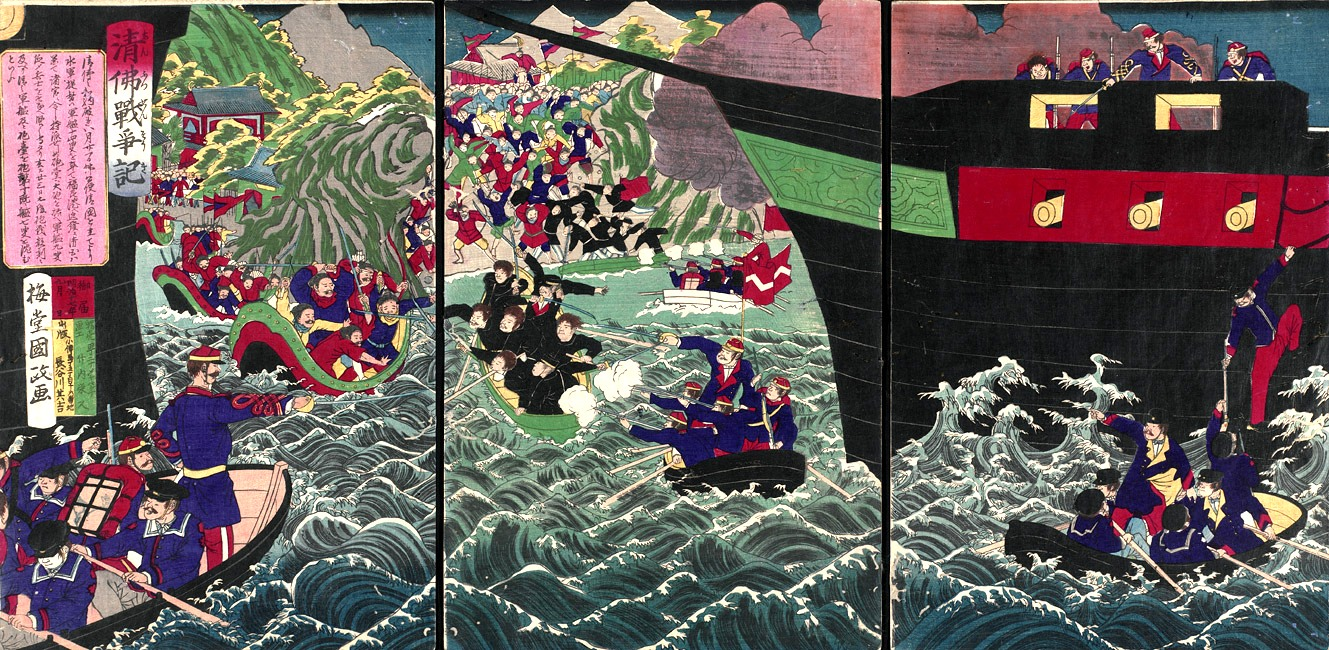
Una vivace rappresentazione della Battaglia di Fuzhou dell'incisore giapponese Utagawa Kunisada III

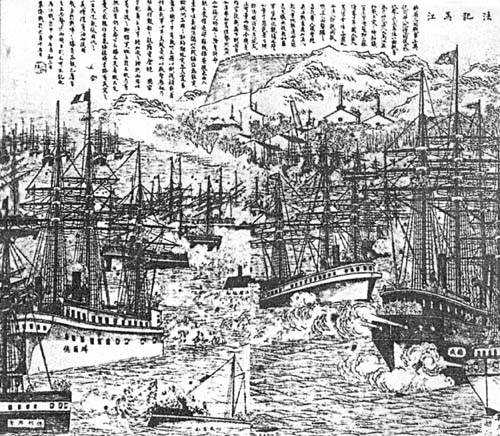
Una litografia cinese della battaglia di Fuzhou

Uno dei motivi della vittoria francese a Fuzhou fu che la squadra francese aveva risalito il fiume Min in tempo di pace. I cinesi sostennero dopo la battaglia, con qualche giustificazione, che i francesi non sarebbero mai stati in grado di risalire il fiume se i due Paesi fossero stati in guerra. Un secondo fattore importante fu l'assenza dalla battaglia delle moderne navi da battaglia Dingyuan e Zhenyuan, che erano state recentemente completate in Germania per la Flotta del Pei-yang. Le corazzate cinesi erano più potenti di tutte le navi al comando di Courbet e nel dicembre 1883, prevedendo che la guerra con la Cina fosse imminente, i francesi convinsero il governo tedesco a trattenerle in caso di ostilità. Il governo tedesco inventò una serie di scuse plausibili per trattenere le due corazzate in porto e queste rimasero in Germania per tutta la durata della guerra sino-francese. Furono infine rilasciate nel luglio 1885 e si unirono alla Flotta del Pei-yang nell'ottobre dello stesso anno.

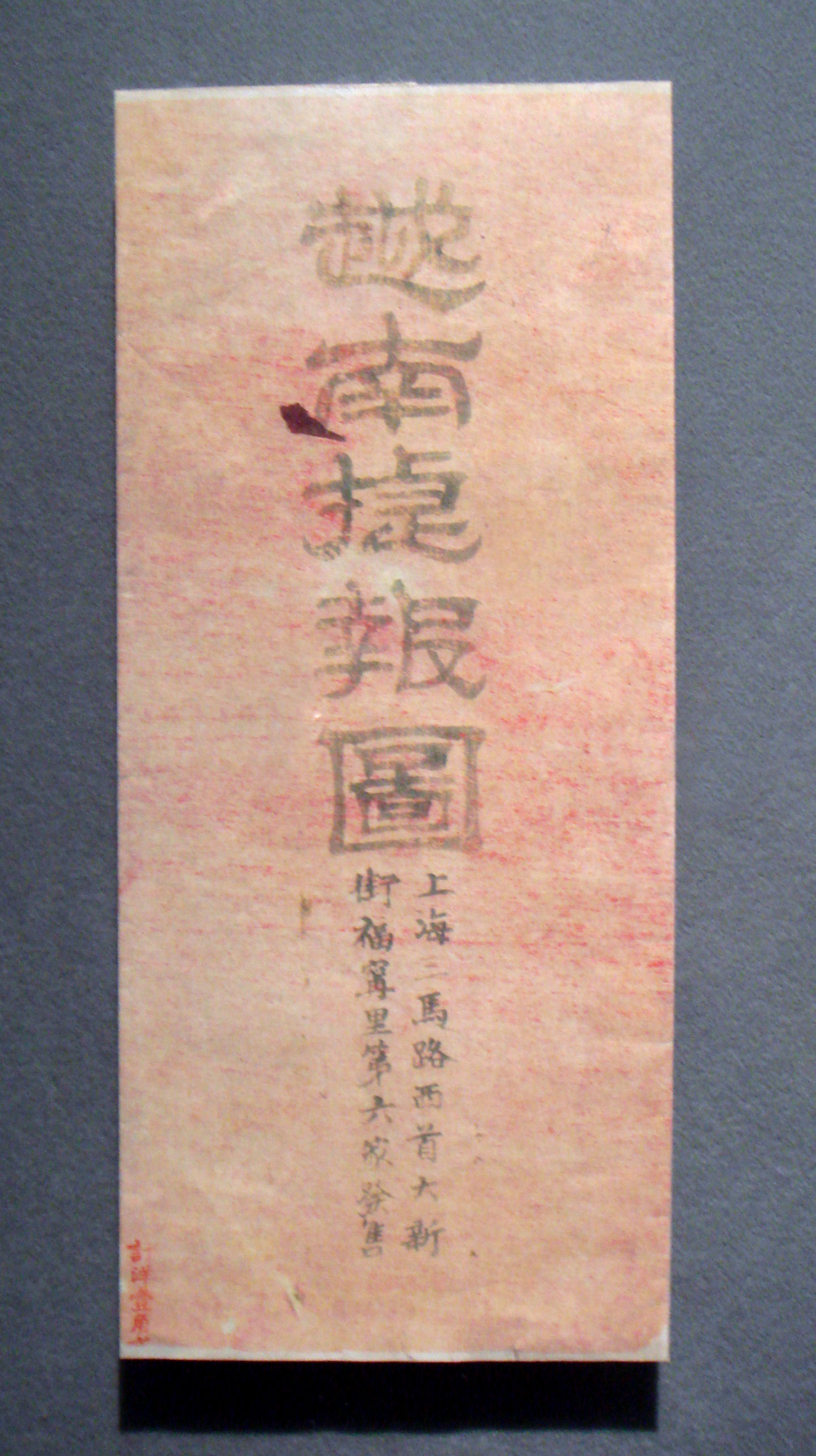
Rapporto cinese sulla guerra franco-cinese, stampato a Shanghai nel 1883-1885

Alcuni storici cinesi hanno affermato che la disunione nella struttura di comando cinese fu un fattore importante nella sconfitta. Le flotte e gli eserciti regionali cinesi rappresentavano un considerevole investimento "personale" in termini di entrate e di prestigio, investimento che veniva utilizzato per far pesare la propria influenza a corte. I comandanti delle flotte, quindi, erano spesso restii a vedere queste importanti risorse danneggiate dagli eventi bellici. Il risultato, a Fuzhou, fu che la Flotta del Fujian ricevette poco aiuto dalle altre tre flotte regionali cinesi. Nonostante gli appelli di Zhang Peilun e gli ordini diretti dell'imperatrice reggente Cixi, i comandanti della Flotta del Pei-yang, della Flotta del Nanyang e della Flotta del Guangdong rifiutarono di inviare navi di rinforzo alla Flotta del Fujian. Il Feiyun e il Ji'an, due navi della Flotta del Fujian che erano state prestate alla Flotta del Guangdong nel 1882 per osservare i movimenti francesi nel Golfo del Tonchino, furono rimandati a Fuzhou all'inizio di agosto da Zhang Zhidong, il governatore generale dei due Guang, arrivando appena in tempo per condividere il destino delle altre navi della flotta nell'imminente battaglia. Zhang, comunque, non inviò a Fuzhou nessuna delle navi della Flotta del Guangdong. Li Hongzhang disobbedì all'ordine di inviare due navi della Flotta del Pei-yang a Fuzhou e il governatore dello Zhejiang Liu Bingzhang (劉秉璋T) si rifiutò di mandarvi la nave della Flotta del Nanyang Chaowu.

## Navi coinvolte nelle azioni sul fiume Min
Francia:

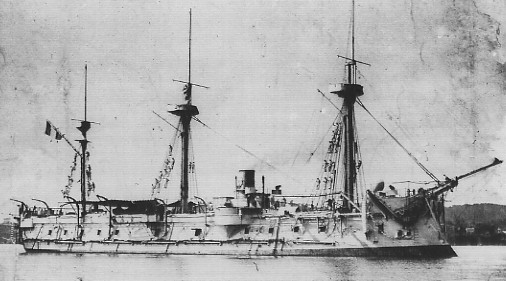
Triomphante
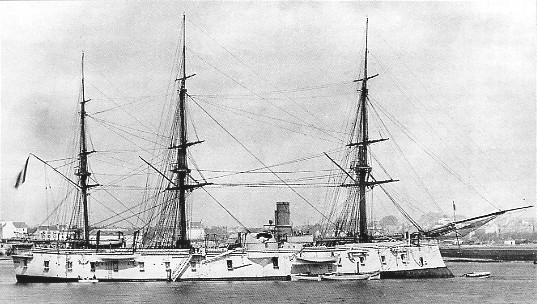
La Galissonnière
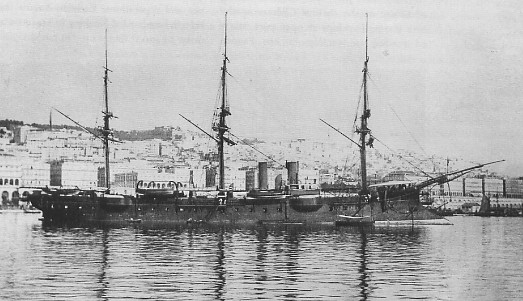
Duguay-Trouin
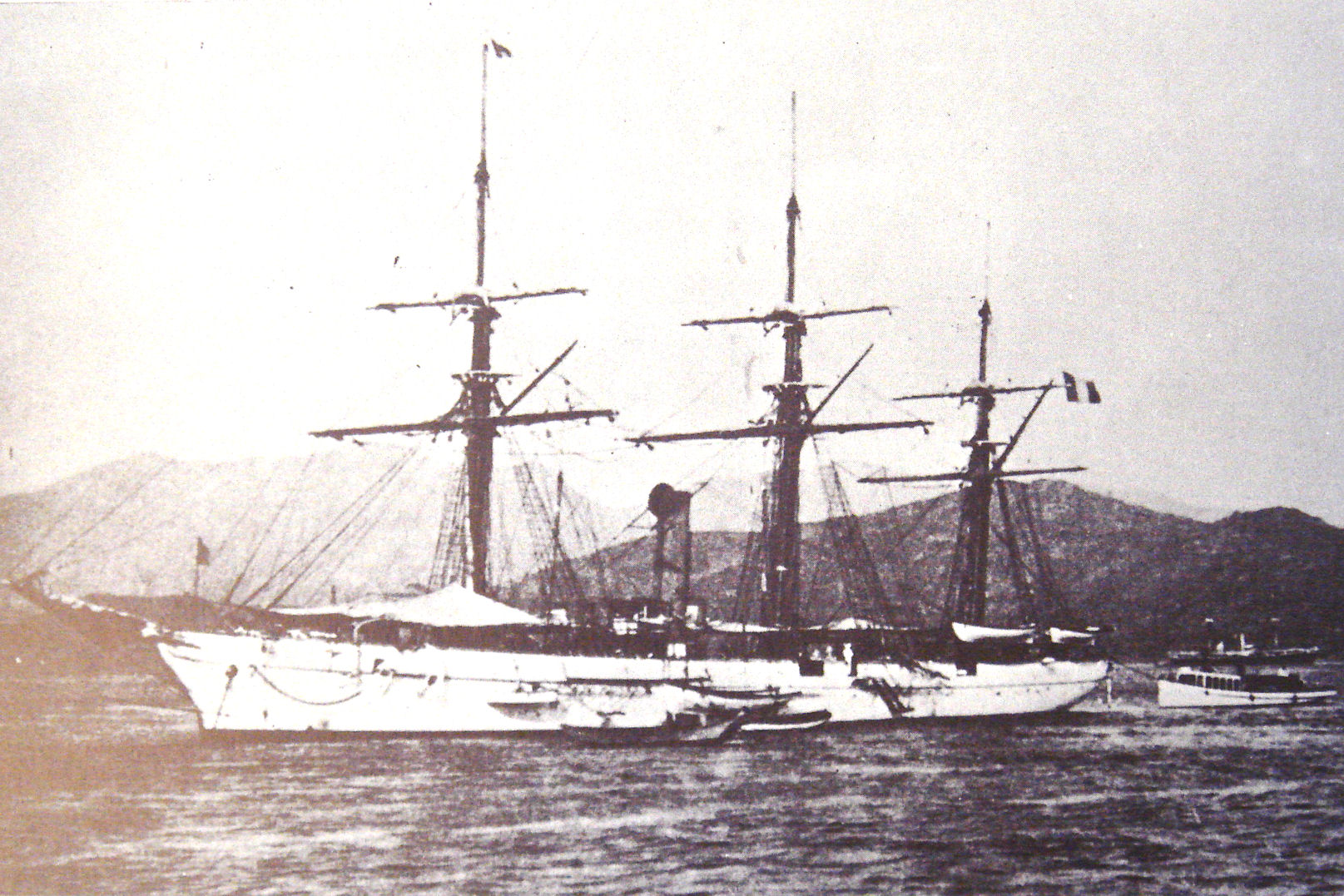
Volta
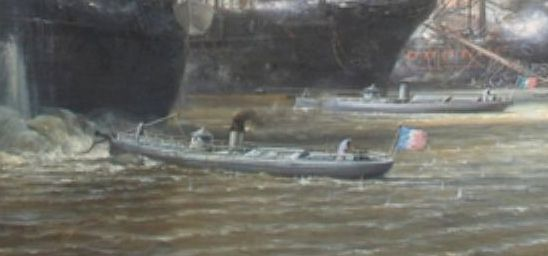
Le torpediniere n. 46 e n. 45

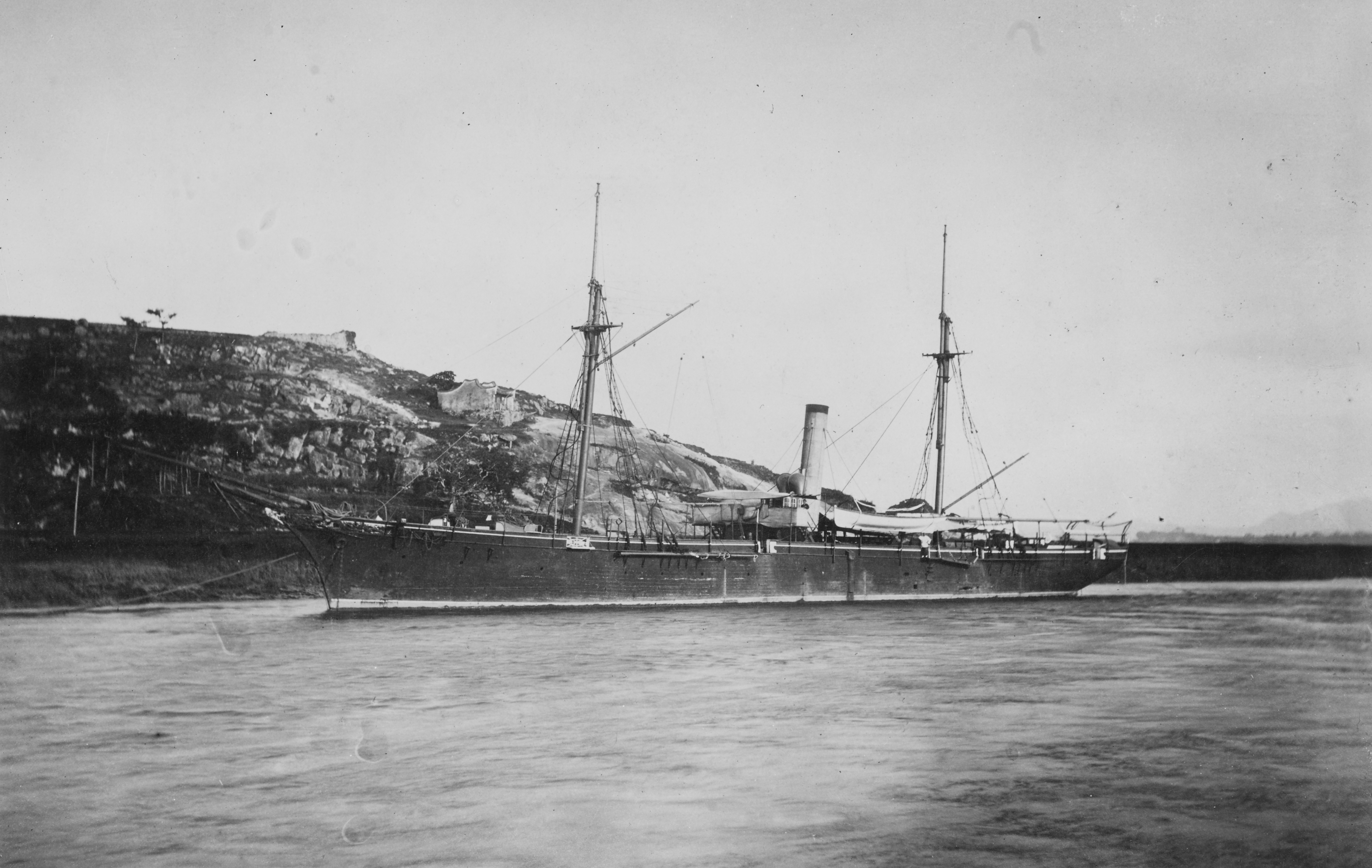
Fupo
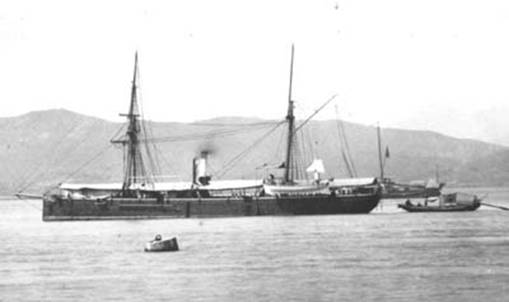
Fuxing
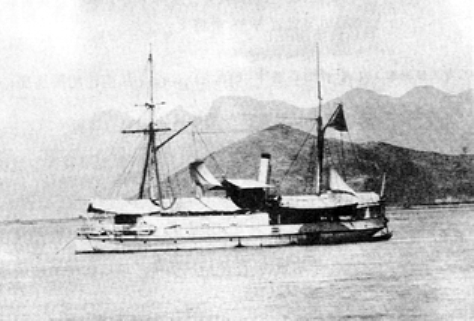
Jiansheng
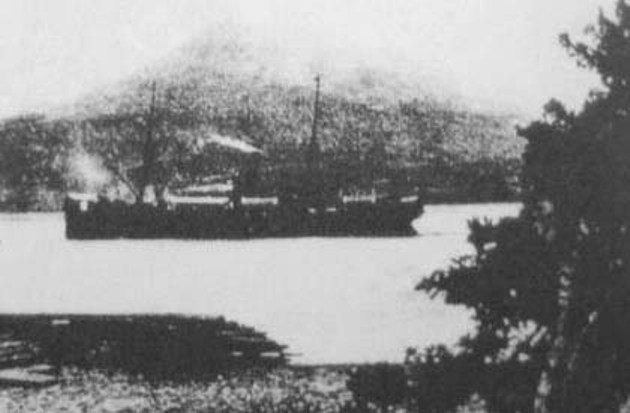
Yixin

 Cina:
- Fupo (伏波T)
- Fuxing (福星T)
- Jiansheng (建勝T)
- Yixin (藝新T)

## I luoghi della battaglia oggi

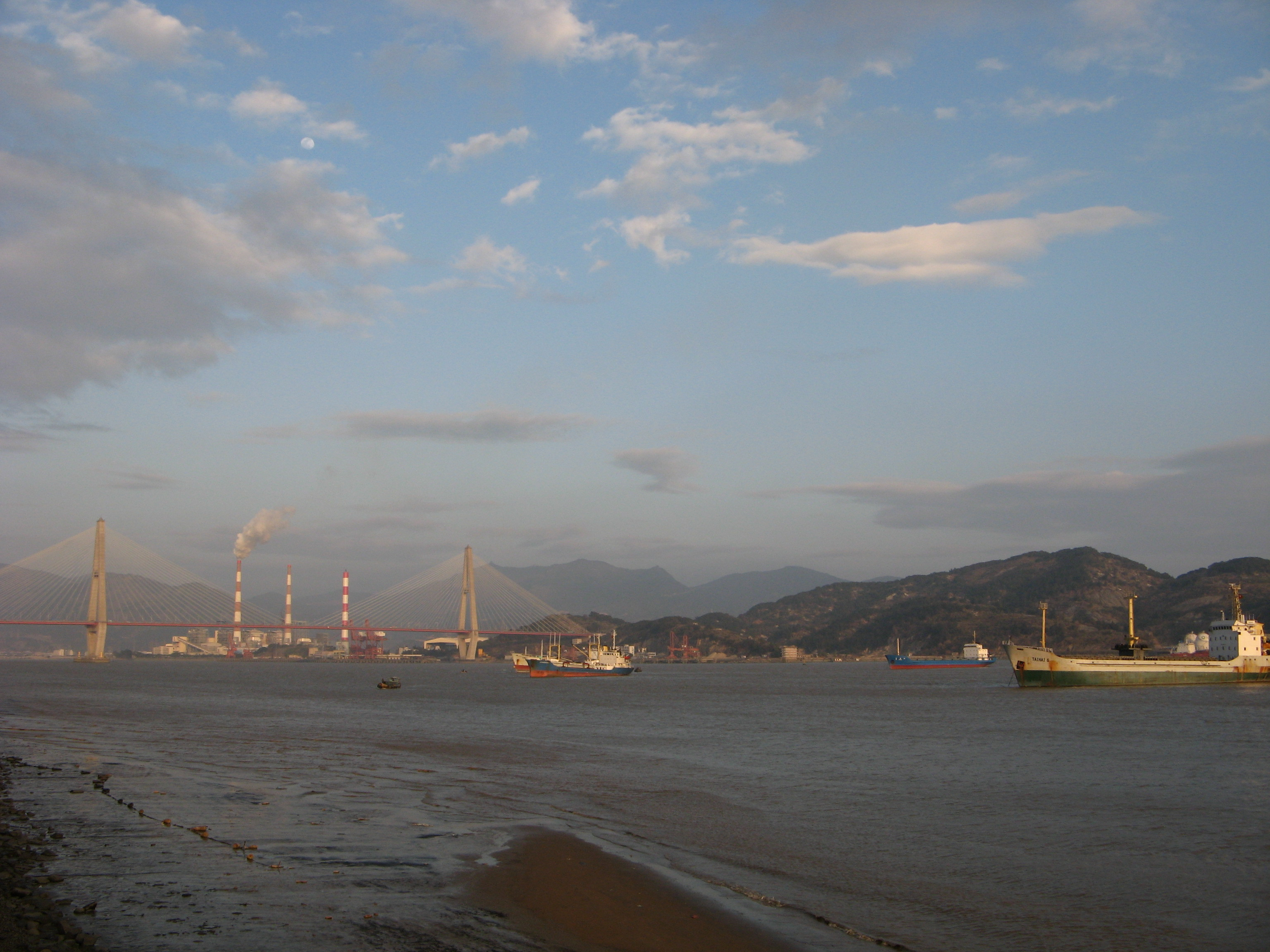
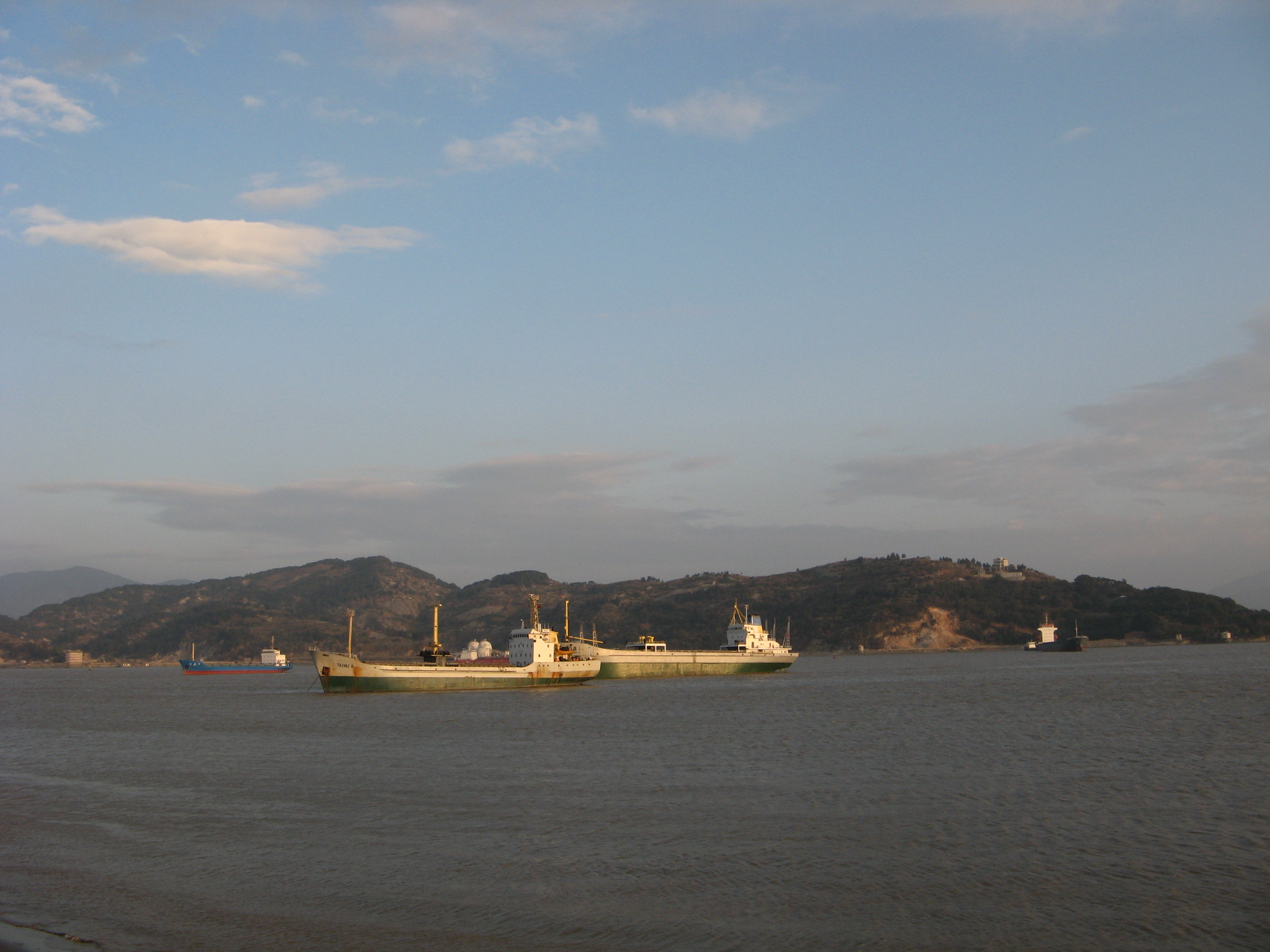
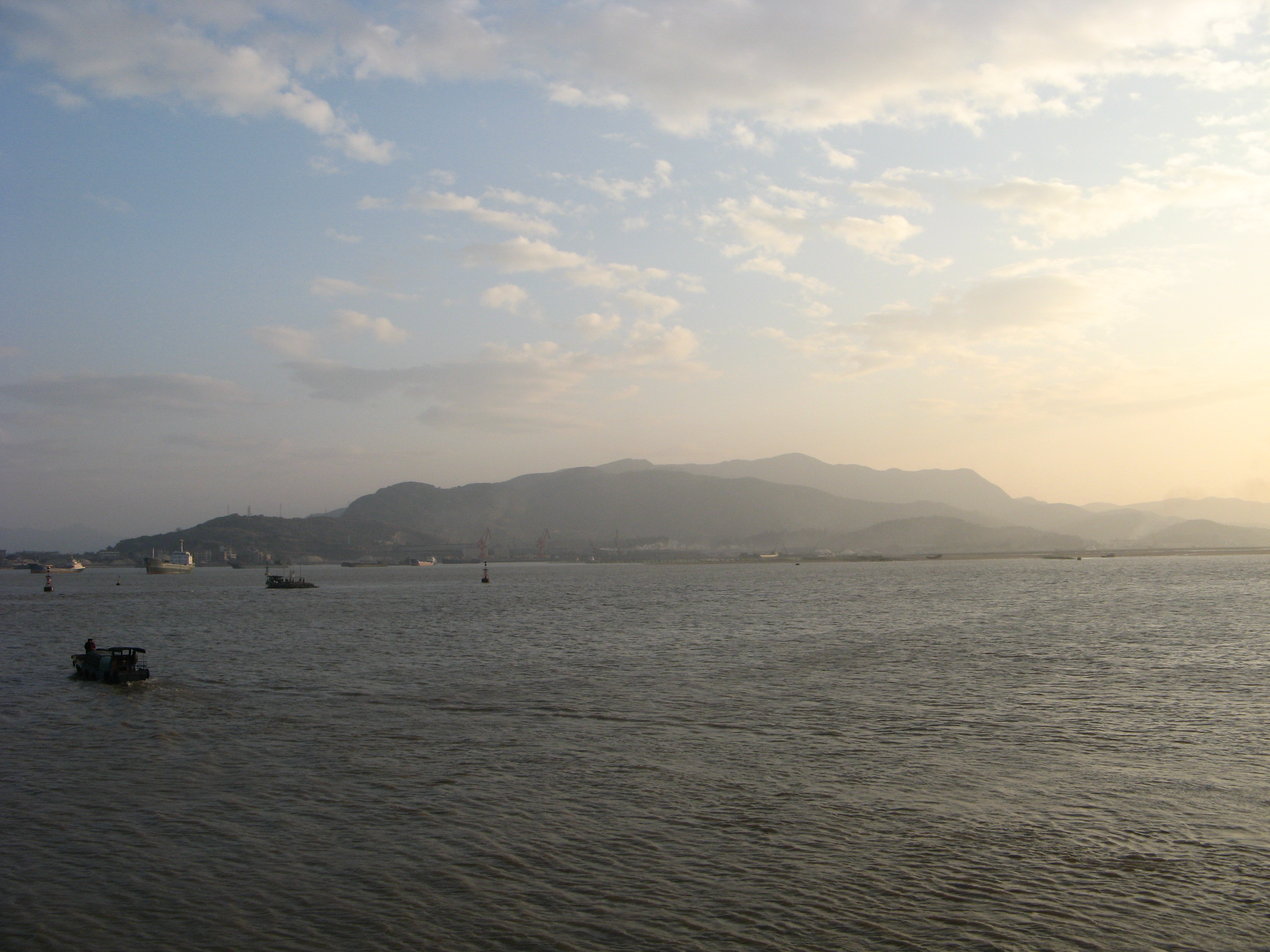
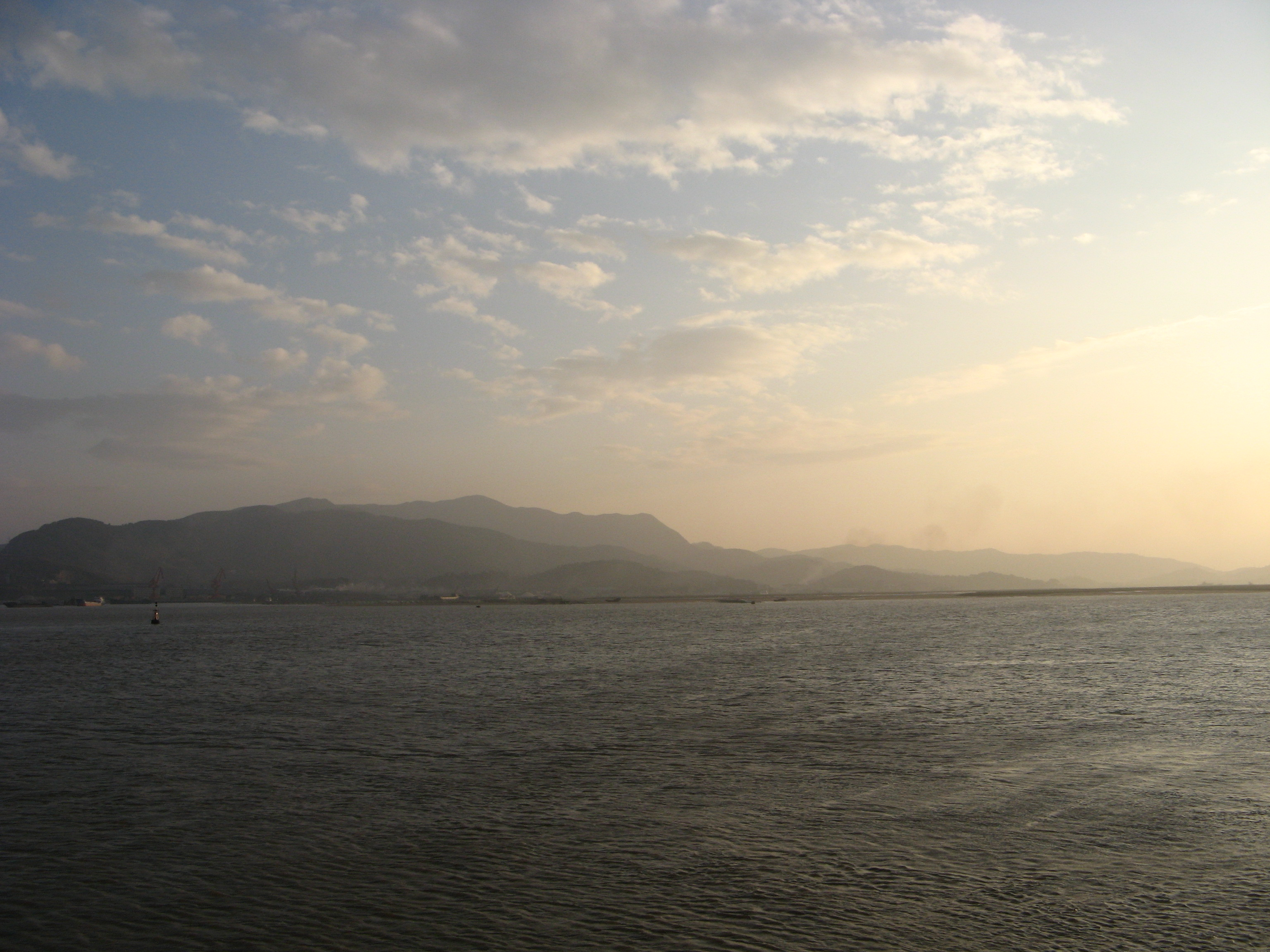
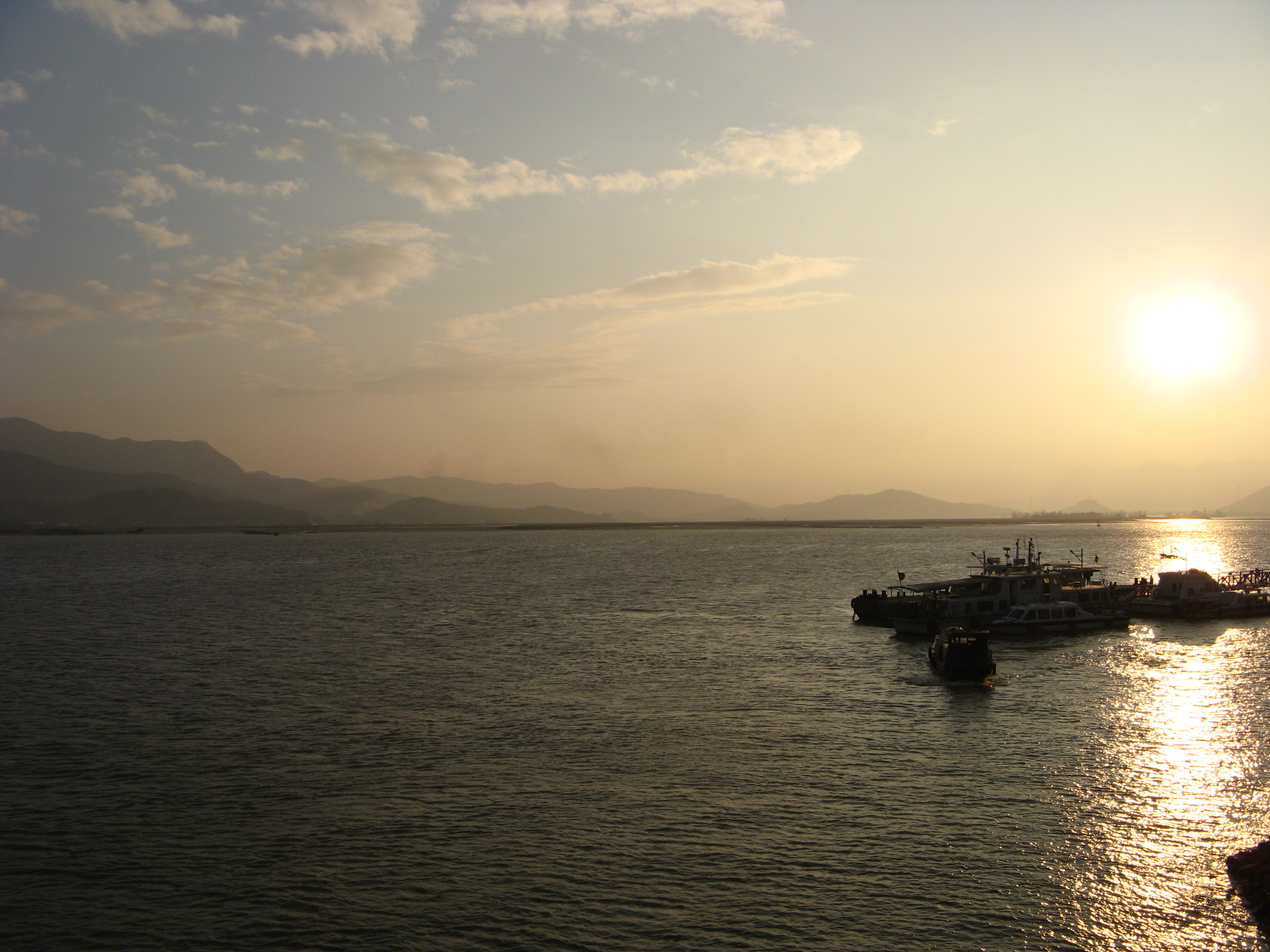